# 本那拉山
本那拉山是坐落于马来西亚砂拉越姆鲁山国家公园内的一座山峰。山体的西部由石灰岩组成，东部覆盖有粗砂岩。英国和美国的洞穴爱好者在本那拉山上发现和探明了许多洞穴。2005年本那拉洞穴探险（Benarat 2005 Caving Expedition）在山体南部的高约60米处发现了月亮洞（Moon Cave）。此外，本那拉洞（Benarat Cavern）即位于本那拉山。邻近的阿比山（Mount Api）和布达山（Mount Buda）是与本那拉山同源的。

## 扩展阅读
- 姆鲁山洞穴 （页面存档备份，存于）
- 2005年本那拉探险
- 本那拉山的洞穴 （页面存档备份，存于）